# Morten Thrane Brünnich
Morten Thrane Brünnich (Copenhaga, 30 de Setembro de 1737 — 19 de Setembro de 1827) foi um naturalista dinamarquês que se distinguiu nos campos da zoologia e mineralogia.

## Biografia
Brünnich nasceu em Copenhaga, filho de um pintor retratista. Estudou línguas orientais e teologia, mas desde muito cedo interessou-se pela história natural. Contribuiu com observações sobre insectos para a obra Danske Atlas (1763–1781) de Erik Pontoppidan.
Foi contratado como curador da colecção de história natural de Christian Fleischer, adquirindo por essa razão um particular interesse por ornitologia, e em 1764 publicou a obra Ornithologia Borealis, que incluía informação sobre muitas aves da Escandinávia, algumas ali descritas pela primeira vez. A publicação de Ornithologia Borealis foi favorecida pelo seu conhecimento da colecção de Christian Fleischer.
Brünnich manteve correspondência com muitos naturalistas europeus, incluindo Linnaeus, Peter Simon Pallas e Thomas Pennant. Publicou a sua obra Entomologia em 1764, iniciando então uma longa viagem pela Europa, dedicando algum tempo ao estudo dos peixes do Mediterrâneo, de que resultou a publicação da sua obra Ichthyologia Massiliensis, sobre esse tema, em 1768.
Quando regressou à Dinamarca, Brünnich foi nomeado leitor de História Natural e Economia na Universidade de Copenhaga, onde estabeleceu um museu de história natural e escreveu um manual para os seus estudantes, que intitulou Zoologiae fundamenta.
Diversas espécies foram nomeadas em sus honra, incluindo a aranha Argiope bruennichi e a ave marinha Uria lomvia (conhecido por "airo-de-Brünnich").

## Obra
Entre muitas outras, é autor das seguintes monografias:
- Prodromus insectologiæ Siælandicæ. Copenhagen 1761.
- Die natürliche Historie des Eider-Vogels. Copenhagen 1763.
- Eder-Fuglens Beskrivelse. Copenhagen 1763.
- Tillæg til Eder-Fuglens Beskrivelse. Copenhagen 1763.
- Entomologia. Godiche, Copenhagen 1764.
- Ornithologia borealis. Kall & Godiche, Copenhagen 1764.
- Ichthyologia Massiliensis. Roth & Proft, Copenhagen, Leipzig 1768.
- Appendix to Cronstedt's Mineralogy. Londres 1772.
- Zoologiæ fundamenta praelectionibus academicis accommodata. Pelt, Copenhagen 1771/72.
- Mineralogie. Simmelkiær & Logan, Copenhagen, St. Petersburg 1777-81.
- Dyrenes Historie og Dyre-Samlingen ud Universitetes Natur-Theater. Copenhagen, 1782.
- Literatura Danica scientiarum naturalium. Copenhagen, Leipzig 1783.
- Catalogus bibliothecæ historiæ naturalis. Copenhagen 1793.
- Historiske Efterretninger om Norges Biergverker. Copenhagen 1819.
- Kongsberg Sölvbergwerk i Norge. Copenhagen 1826.